# Pandeli Cale
Pandeli Cale (n. 28 martie 1879, Korçë, vilayetul Janina, Imperiul Otoman – d. 5 august 1923, Salonic, Grecia)[a] a fost un om politic albanez, care s-a numărat printre semnatarii Declarației de Independență a Albaniei (28 noiembrie 1912) și a îndeplinit ulterior funcțiile de ministru al agriculturii (4 decembrie 1912 - 15 septembrie 1913) și ministru al lucrărilor publice (30 martie 1913 - 22 ianuarie 1914) în Guvernul Provizoriu Albanez condus de Ismail Qemali.

## Biografie

### Activitatea patriotică desfășurată în exil
Pandeli Cale s-a născut în orașul Korçë la 16/28 martie 1879 (sau după alte surse la 28 martie 1874). Provenea dintr-o familie creștin-ortodoxă, care a emigrat apoi în Egipt. Pandeli a absolvit cursurile Liceului Clasic Francez din Alexandria. În Egipt a avut primele contacte cu activiștii naționali albanezi. În 1897 s-a întors în orașul natal Korçë, dar, doi ani mai târziu, s-a mutat în România. În perioada 1900-1904 a fost membru activ al coloniei albaneze din București și s-a implicat în activitățile politice ale comunității.
Trimis în 1904 de comunitatea albaneză din România ca reprezentant al ei în sudul Albaniei, Cale și-a propus să-i influențeze pe creștinii ortodocși să se alăture unei răscoale, în situația ridicării la luptă a populației musulmane și a beilor lor împotriva Imperiului Otoman. Cale a insistat, de asemenea, să fie formate trupe de partizani și a sugerat acordarea unei atenții sporite în alegerea conducătorilor lor din rândul patrioților albanezi. În februarie 1909, împreună cu Themistokli Gërmenji⁠(d) și Midhat Frashëri⁠(d), a fondat Comitetul Secret Albanez din Salonic. A devenit președinte al societății „Banda Libertății” (în albaneză Banda e Lirisë) în 1908, iar în februarie 1909 a participat la fondarea societății „Lidhja orthodhokse” (în română Liga Ortodoxă) și a fost ales secretar al acesteia.

### Contribuția sa la formarea statului Albania
Cale a fost destul de activ în timpul Răscoalei Albaneze din 1910-1912, făcând parte dintr-o grupare de partizani care a luptat în regiunea Korçë. La începutul lunii noiembrie 1912 s-a întors la București, unde a organizat un congres al activiștilor naționali albanezi (desfășurat pe 5 noiembrie 1912), și apoi l-a însoțit pe Ismail Qemali în drumul său spre Albania.
A sosit, împreună cu Qemali, la Vlorë, unde, la propunerea lui Salih Gjuka⁠(d), a fost recunoscut, alături de Thanas Floqi⁠(d) și Spiro Ilo, ca delegat al regiunii Korçë, care se afla atunci sub ocupație grecească. În această calitate, el a semnat Declarația de Independență a Albaniei la 28 noiembrie 1912, cu numele „Pandeli Cale”. A făcut parte din Guvernul Provizoriu Albanez condus de Ismail Qemali mai întâi ca ministru al agriculturii (4 decembrie 1912 - 15 septembrie 1913) și apoi ca ministru al lucrărilor publice (30 martie 1913 - 22 ianuarie 1914), contribuind la organizarea acestor instituții. El a condus negocierile cu contele Leopold Berchtold⁠(d), ministrul de externe al Austro-Ungariei, și cu ambasadorii britanic și italian, contribuind la obținerea sprijinului acestor țări pentru autonomia statului albanez. În aprilie 1913, din cauza sănătății precare, a mers pentru tratament la Lausanne, dar s-a întors în ianuarie 1914, după căderea guvernului condus de Qemali. La acea vreme s-a implicat în ajutorarea trupelor albaneze care luptau împotriva grecilor în sudul țării.
Numirea prințului Wilhelm de Wied ca monarh al Albaniei în 1914 l-a determinat pe Pandeli Cale să emigreze. În anii Primului Război Mondial a trăit în principal în Elveția, călătorind în această perioadă și în Franța și Bulgaria. În timpul șederii în Elveția a publicat ziarul de limba franceză Albania. A călătorit pentru o scurtă perioadă și în România, dar guvernul român l-a arestat și încarcerat într-o închisoare din București și apoi l-a expulzat, împreună cu Pandeli Evangjeli. După eliberare a plecat într-o misiune diplomatică la Paris.

### Activitățile politice desfășurate după război
S-a întors în Albania în 1919 și a făcut parte, alături de Fan Noli, Hil Mosi⁠(d), Gjergj Adhamidhi (Frashëri)⁠(d), din delegația albaneză la Comitetul Ligii Națiunilor, înființat în cadrul Conferinței de Pace din 1919, făcând lobby pentru acceptarea ca membru a Albaniei, care fusese contestată atât de Grecia, cât și de Iugoslavia. Pandeli a fost redactorul și unul dintre semnatarii Protocolului de la Kapshtica (28 mai 1920), care confirma frontiera greco-albaneză și evita astfel un război între cele două țări. În 1920 a fost ales prefect al prefecturii Korçë, dar a demisionat în luna iunie a aceluiași an pentru a prelua conducerea Oficiului Poștei și Telegrafului. Ulterior, în februarie 1921, a fost ales membru al primei legislaturi a Parlamentului Albanez.
Din cauza stării precare de sănătate, Pandeli Cale a mers pentru tratament la un sanatoriu din orașul Salonic (Grecia), unde a murit la 5 august 1923. O delegație a Parlamentului Albaniei a depus în ianuarie 1924 o coroană de flori la mormântul lui din Salonic. Rămășițele sale pământești au fost aduse în august 1926 în orașul natal Korçë.

## Recunoașterea meritelor sale
În 1962, cu ocazia aniversării a 50 de ani de la proclamarea independenței Albaniei, i s-a conferit post-mortem Ordinul „Pentru activități patriotice” cl. a II-a, pentru ca în 1992, cu prilejul aniversării a 80 de ani de independență, să fie distins cu Ordinul „Pentru activități patriotice” cl. I. Cu ocazia aniversării a 100 de ani de independență, președintele Albaniei i-a decorat post-mortem cu Ordinul „Onoarea națiunii” pe toți semnatarii Declarației de Independență, prin decretul nr. 7574 din 26 iunie 2012. O școală și o stradă din orașul Korçë poartă astăzi numele Pandeli Cale.

## Notă explicativă
| a. | ^ Potrivit lui Elsie, anul nașterii lui Cale este 1874. Toate celelalte surse menționează anul 1879. |